# Alexandrie-New York
Pour plus de détails, voir Fiche technique et Distribution.
Alexandrie-New York (إسكندرية .. نيويورك, Iskandariyah.. New York) est un film égyptien réalisé par Youssef Chahine, sorti en 2004.

## Synopsis
À l'occasion d'un hommage qui lui est rendu à New York, Yéhié, réalisateur égyptien, retrouve Ginger, son amour de jeunesse.
Ils avaient 19 ans. Le rêve américain était le virus du siècle. Yéhia l'Alexandrin et Ginger l'Américaine étudiaient dans le plus prestigieux institut d'art dramatique, en Californie. Ils s'étaient juré un amour éternel.
Quarante ans après, ils se retrouvent, le monde a changé, le rêve américain s'est transformé. 
Tout les sépare mais pas tout à fait car Yéhia découvre que Ginger lui avait donné un fils  américain.
À travers une fresque endiablée, où les héros aiment, chantent, dansent, rient et pleurent, Youssef Chahine revisite son passé et nous parle de ses rapports complexes avec l'Amérique qu'il a tant aimée.

## Fiche technique
- Titre : Alexandrie-New York
- Titre original : إسكندرية .. نيويورك, Iskandariyah.. New York
- Réalisation : Youssef Chahine
- Assistants réalisateurs : Ahmed Ghareeb, Emad El Bahat
- Scénario : Youssef Chahine et Khaled Youssef
- Directeur de la photographie : Ramses Marzouk
- Musique : Yohia El Mougy
- Décors : Hamed Hemdan
- Montage : Rashida Abdel Salam
- Pays d'origine : Égypte, France, Maroc
- Société de productions : Misr International (Égypte), Ognon Pictures (France), Soread 2 M (Maroc)
- Sociétés de distribution : 
  -  Égypte : Misr International,
  -  France : Pyramide Distribution
- Format : Couleurs - 1,85:1 - DTS / Dolby Digital - 35 mm
- Genre : Drame
- Durée : 128 minutes
- Dates de sortie : 
  -  Égypte 25 août 2004
  -  France 7 juillet 2004

## Distribution
- Mahmoud Hemida : Yehia (âgé)
- Ahmed Yehia : Yehia (jeune) / Alexander
- Youssra : Ginger (âgée)
- Yousra El Lozy : Ginger (jeune)
- Lebleba : Jeannie
- Hala Sedki : Bonnie
- Magda El-Khatib : Shanewise
- Nelly Karim : Carmen
- Sanaa Younes : La concierge
- Soad Nasr : Zoé
- Yousra Selim : Bonnie (jeune)
- Mahmoud Saad : Le directeur du Festival de New York
- Hamdy El Sakhawy : Eric
- Ahmed Fouad Selim : Adib
- Maher Selim : Paddy
- Alaa Hassabou : Raymond
- Nader Fouad : Gaby
- Tarek Youssef : John Pierre
- Bushra : Corinne